# Dysdera flavitarsis
Dysdera flavitarsis är en spindelart som beskrevs av Simon 1882. Dysdera flavitarsis ingår i släktet Dysdera och familjen ringögonspindlar.
Artens utbredningsområde är Spanien. Inga underarter finns listade i Catalogue of Life.